# Cessna T-37 Tweet
Cessna T-37 Tweet (Cessna 318) är ett lågvingat monoplan från Cessna i helmetallkonstruktion försett med två jetmotorer och infällbart landställ. Det främsta användningsområdet är som skolflygplan för attackpiloter i flera länders flygvapen, däribland USA:s flygvapen. Flygplanet producerades mellan 1955 och 1975. Ur Cessna T-37 Tweet utvecklades lätta attackflygplanet Cessna A-37 Dragonfly.

## Liknande flygplan
- Aero L-29 Delfín
- BAC Jet Provost
- Canadair CT-114 Tutor
- Fouga CM.170 Magister
- HAL HJT-16 Kiran
- Saab 105